# Вальтер Кюн (адмірал)
Не плутати з контрадміралом крігсмаріне!
Вальтер Кюн (нім. Walter Kühn; 4 липня 1920, Хемніц — після 1990) — німецький офіцер, контрадмірал фольксмаріне (1 березня 1976).

## Біографія
В 1940 році вступив в крігсмаріне. Учасник Другої світової війни. Після війни в 1945 році вступив в Комуністичну партію Німеччини, 1 липня — в Народну поліцію. В 1945-46 роках — районний керівник НП Хемніца. В 1946 році вступив в СЄПН. В 1946-49 роках послідовно очолював охоронну поліцію Ауе, Дрездена і Ошаца. В 1949-50 роках пройшов офіцерський курс в Університеті народної поліції. В 1951-52 роках — голова комісії з партійного контролю, в 1952-54 року — заступник начальника штабу з політичної роботи, в 1954-56 роках — заступник керівника політичного відділу морської народної поліції. В 1955-56 роках навчався в політичному училищі Трептова. З 1 листопада 1956 по 31 грудня 1958 року — командир 4-ї флотилії фольксмаріне. В 1959-61 роках навчався у військово-морській академії СРСР. З 1961 року — заступник начальника штабу з організації командування фольксмаріне. 30 листопада 1980 року вийшов у відставку.

## Нагороди
- Орден «За заслуги перед Вітчизною» (НДР) в сріблі
- Бойовий орден «За заслуги перед народом і Вітчизною» в золоті